# Federico di Schleswig-Holstein-Sonderburg-Glücksburg (1701-1766)
Federico Schleswig-Holstein-Sonderburg-Glücksburg (1º aprile 1701 – 11 novembre 1766) era un abgeteilter Herr di Schleswig-Holstein-Sonderburg-Glücksburg e un ufficiale al servizio danese.

## Biografia
Era figlio del duca Filippo Ernesto (5 maggio 1673 - 12 novembre 1729) e della sua prima moglie Cristina di Sassonia-Eisenberg (4 marzo 1679 - 24 maggio 1722), figlia del duca Cristiano di Sassonia-Eisenberg.
Fin dalla giovane età fu destinato all'esercito. Già il 28 settembre 1716 divenne capitano della guardia del corpo della regina di Danimarca e il 24 dicembre 1717 vero e proprio capitano della guardia del corpo a piedi e comandante di compagnia. Negli anni dal 1719 al 1724 compì il Grand Tour attraverso l'Italia, la Germania e l'Olanda. Prima di aver terminato completamente il suo viaggio, nel marzo 1723 divenne tenente colonnello nel reggimento del corpo del re, ma gli fu assegnata una compagnia solo il 18 giugno 1725 e divenne effettivamente tenente colonnello il 6 dicembre 1728. Si dimise da questa carica nel 1729, quando ereditò il paréage alla morte del padre. L'11 giugno 1729 divenne colonnello del reggimento a piedi di Oldenburg. Il 4 luglio 1736 fu insignito dell'ordine dell'Elefante con la devise par le grace de Dieu et du roy. Dopo qualche anno divenne maggiore generale, il 28 ottobre 1749 tenente generale e il 31 marzo 1758 generale di fanteria. Rimase nel reggimento di Oldenburg fino al 1760. Il 5 marzo 1766 fu congedato e morì l'11 novembre dopo una malattia di otto giorni.
Nel 1749 aveva venduto al re danese l'isola di Årø, che apparteneva al ducato da oltre 100 anni, in cambio della remissione di una lunga serie di arretrati fiscali su Glücksborg, che erano stati oggetto di molti anni di controversie.

## Matrimonio e figli
Sposò il 19 giugno 1745 la contessa Enrichetta Augusta di Lippe-Detmold (31 dicembre 1725 - 12 aprile 1777), figlia del conte Simone Enrico Adolfo di Lippe-Detmold. La coppia ebbe i seguenti figli:
- Sofia Maddalena (22 marzo 1746 - 21 marzo 1810), badessa nel chiostro di Wallöe in Selandia
- Federico Enrico Guglielmo (15 marzo 1747 - 13 marzo 1779)

∞ Anna Carolina di Nassau-Saarbrücken (1751–1824), figlia di Guglielmo Enrico (1718–1768)
- Luisa Carlotta (5 marzo 1749 - 30 marzo 1812)

∞ Carlo Giorgio, principe di Anhalt-Köthen (1730–1789)
- Giuliana Guglielmina (30 aprile 1754 - 14 settembre 1823)

∞ Luigi, principe di Bentheim-Steinfurt (1756–1817)
- Simone Luigi (21 giugno 1756 - 23 settembre 1760)

## Ascendenza
|                                                                          |                                                   |                                                                      | Genitori                                                              |  |  | Nonni |  |  | Bisnonni                                                       |  |  | Trisnonni                                             |  |
|                                                                          |                                                   |                                                                      |                                                                       |  |  |       |  |  | 8. Filippo, I duca di Schleswig-Holstein-Sonderburg-Glücksburg |  |  | 16. Giovanni, I duca di Schleswig-Holstein-Sonderburg |  |
|                                                                          |                                                   |                                                                      |                                                                       |  |  |       |  |  | 8. Filippo, I duca di Schleswig-Holstein-Sonderburg-Glücksburg |  |  | 16. Giovanni, I duca di Schleswig-Holstein-Sonderburg |  |
|                                                                          |                                                   | 17. Elisabetta di Brunswick-Grubenhagen                              |                                                                       |  |  |       |  |  | 8. Filippo, I duca di Schleswig-Holstein-Sonderburg-Glücksburg |  |  |                                                       |  |
| 4. Cristiano, II duca di Schleswig-Holstein-Sonderburg-Glücksburg        |                                                   |                                                                      |                                                                       |  |  |       |  |  | 8. Filippo, I duca di Schleswig-Holstein-Sonderburg-Glücksburg |  |  |                                                       |  |
|                                                                          |                                                   | 9. Sofia Edvige di Sassonia-Lauenburg                                | 18. Francesco II, VI duca di Sassonia-Lauenburg                       |  |  |       |  |  |                                                                |  |  |                                                       |  |
|                                                                          |                                                   | 9. Sofia Edvige di Sassonia-Lauenburg                                | 18. Francesco II, VI duca di Sassonia-Lauenburg                       |  |  |       |  |  |                                                                |  |  |                                                       |  |
|                                                                          |                                                   | 9. Sofia Edvige di Sassonia-Lauenburg                                | 19. Maria di Brunswick-Wolfenbüttel                                   |  |  |       |  |  |                                                                |  |  |                                                       |  |
| 2. Filippo Ernesto, III duca di Schleswig-Holstein-Sonderburg-Glücksburg |                                                   | 9. Sofia Edvige di Sassonia-Lauenburg                                |                                                                       |  |  |       |  |  |                                                                |  |  |                                                       |  |
|                                                                          |                                                   | 10. Gioacchino Ernesto, I duca di Schleswig-Holstein-Sonderburg-Plön | 20. Giovanni, I duca di Schleswig-Holstein-Sonderburg (= 16)          |  |  |       |  |  |                                                                |  |  |                                                       |  |
|                                                                          |                                                   | 10. Gioacchino Ernesto, I duca di Schleswig-Holstein-Sonderburg-Plön | 20. Giovanni, I duca di Schleswig-Holstein-Sonderburg (= 16)          |  |  |       |  |  |                                                                |  |  |                                                       |  |
|                                                                          |                                                   | 10. Gioacchino Ernesto, I duca di Schleswig-Holstein-Sonderburg-Plön | 21. Agnese Edvige di Anhalt                                           |  |  |       |  |  |                                                                |  |  |                                                       |  |
| 5. Agnese Edvige di Schleswig-Holstein-Sonderburg-Plön                   |                                                   | 10. Gioacchino Ernesto, I duca di Schleswig-Holstein-Sonderburg-Plön |                                                                       |  |  |       |  |  |                                                                |  |  |                                                       |  |
|                                                                          |                                                   | 11. Dorotea Augusta di Holstein-Gottorp                              | 22. Giovanni Adolfo, IV duca di Holstein-Gottorp                      |  |  |       |  |  |                                                                |  |  |                                                       |  |
|                                                                          |                                                   | 11. Dorotea Augusta di Holstein-Gottorp                              | 22. Giovanni Adolfo, IV duca di Holstein-Gottorp                      |  |  |       |  |  |                                                                |  |  |                                                       |  |
|                                                                          |                                                   | 11. Dorotea Augusta di Holstein-Gottorp                              | 23. Augusta di Danimarca                                              |  |  |       |  |  |                                                                |  |  |                                                       |  |
| 1. Federico, IV duca di Schleswig-Holstein-Sonderburg-Glücksburg         |                                                   | 11. Dorotea Augusta di Holstein-Gottorp                              |                                                                       |  |  |       |  |  |                                                                |  |  |                                                       |  |
|                                                                          | 12. Ernesto I, I duca di Sassonia-Gotha-Altenburg | 24. Giovanni, III duca di Sassonia-Weimar                            |                                                                       |  |  |       |  |  |                                                                |  |  |                                                       |  |
|                                                                          | 12. Ernesto I, I duca di Sassonia-Gotha-Altenburg | 24. Giovanni, III duca di Sassonia-Weimar                            |                                                                       |  |  |       |  |  |                                                                |  |  |                                                       |  |
|                                                                          | 12. Ernesto I, I duca di Sassonia-Gotha-Altenburg | 25. Dorotea Maria di Anhalt                                          |                                                                       |  |  |       |  |  |                                                                |  |  |                                                       |  |
| 6. Cristiano, I duca di Sassonia-Eisenberg                               | 12. Ernesto I, I duca di Sassonia-Gotha-Altenburg |                                                                      |                                                                       |  |  |       |  |  |                                                                |  |  |                                                       |  |
|                                                                          |                                                   | 13. Elisabetta Sofia di Sassonia-Altenburg                           | 26. Giovanni Filippo, I duca di Sassonia-Altenburg                    |  |  |       |  |  |                                                                |  |  |                                                       |  |
|                                                                          |                                                   | 13. Elisabetta Sofia di Sassonia-Altenburg                           | 26. Giovanni Filippo, I duca di Sassonia-Altenburg                    |  |  |       |  |  |                                                                |  |  |                                                       |  |
|                                                                          |                                                   | 13. Elisabetta Sofia di Sassonia-Altenburg                           | 27. Elisabetta di Brunswick-Wolfenbüttel                              |  |  |       |  |  |                                                                |  |  |                                                       |  |
| 3. Cristina di Sassonia-Eisenberg                                        |                                                   | 13. Elisabetta Sofia di Sassonia-Altenburg                           |                                                                       |  |  |       |  |  |                                                                |  |  |                                                       |  |
|                                                                          |                                                   | 14. Cristiano I, I duca di Sassonia-Merseburg                        | 28. Giovanni Giorgio I, XVI principe elettore di Sassonia             |  |  |       |  |  |                                                                |  |  |                                                       |  |
|                                                                          |                                                   | 14. Cristiano I, I duca di Sassonia-Merseburg                        | 28. Giovanni Giorgio I, XVI principe elettore di Sassonia             |  |  |       |  |  |                                                                |  |  |                                                       |  |
|                                                                          |                                                   | 14. Cristiano I, I duca di Sassonia-Merseburg                        | 29. Maddalena Sibilla di Prussia                                      |  |  |       |  |  |                                                                |  |  |                                                       |  |
| 7. Cristiana di Sassonia-Merseburg                                       |                                                   | 14. Cristiano I, I duca di Sassonia-Merseburg                        |                                                                       |  |  |       |  |  |                                                                |  |  |                                                       |  |
|                                                                          |                                                   | 15. Cristiana di Schleswig-Holstein-Sonderburg-Glücksburg            | 30. Filippo, I duca di Schleswig-Holstein-Sonderburg-Glücksburg (= 8) |  |  |       |  |  |                                                                |  |  |                                                       |  |
|                                                                          |                                                   | 15. Cristiana di Schleswig-Holstein-Sonderburg-Glücksburg            | 30. Filippo, I duca di Schleswig-Holstein-Sonderburg-Glücksburg (= 8) |  |  |       |  |  |                                                                |  |  |                                                       |  |
|                                                                          |                                                   | 15. Cristiana di Schleswig-Holstein-Sonderburg-Glücksburg            | 31. Sofia Edvige di Sassonia-Lauenburg (= 9)                          |  |  |       |  |  |                                                                |  |  |                                                       |  |
|                                                                          |                                                   | 15. Cristiana di Schleswig-Holstein-Sonderburg-Glücksburg            |                                                                       |  |  |       |  |  |                                                                |  |  |                                                       |  |